# Lleterola fosca
La lleterola fosca (Lactarius fuliginosus) és una espècie de fong de l'ordre dels russulals (Russulales). És una lleterola que pertany a la secció Plinthogalus del gènere Lactarius. Es tracta d'una lleterola del grup de lleteroles de llet rosada que es caracteritzen pel fet que la carn i el làtex són blancs i, en contacte amb l'aire, canvien a rosa o vermell rosat. S'associa a arbres del gènere Quercus, Castanea i Fagus i, probablement, amb coníferes.

## Taxonomia
Espècie descrita per primera vegada pel metge austríac Karl von Krapf al volum 1 i, il·lustrat al volum 2. El biòleg suec Elias Magnus Fries el va sancionar  el 1821 com Agaricus fuliginosus  a la seva obra Systema Mycologicum. El mateix autor, l'any 1838, el trasllada al gènere Lactarius.
Es tracta d'una espècie sovint mal interpretada, així Lactarius fuliginosus sensu Konrad & Maubl., Ic. sel. Fung. 10: pl. 324. 1937 (= L. azonites), o L. fuliginosus sensu Neuhoff, Milchlinge: pl. 11, fug. 46, 1956 (= L. ruginosus).
L'epítet llatí fuliginosus significa "ple de sutge" o "sutge".

## Iconografia
Bulliard, Hist. Champ. Fr.: pl. 567, fig. 3. 1792, com Agaric azonite
Basso, Lactarius: 655. 1999
Kibby, British Milkcaps:102. 2014
Bolets de Catalunya (2024): Vol. XLIII fig. 2123

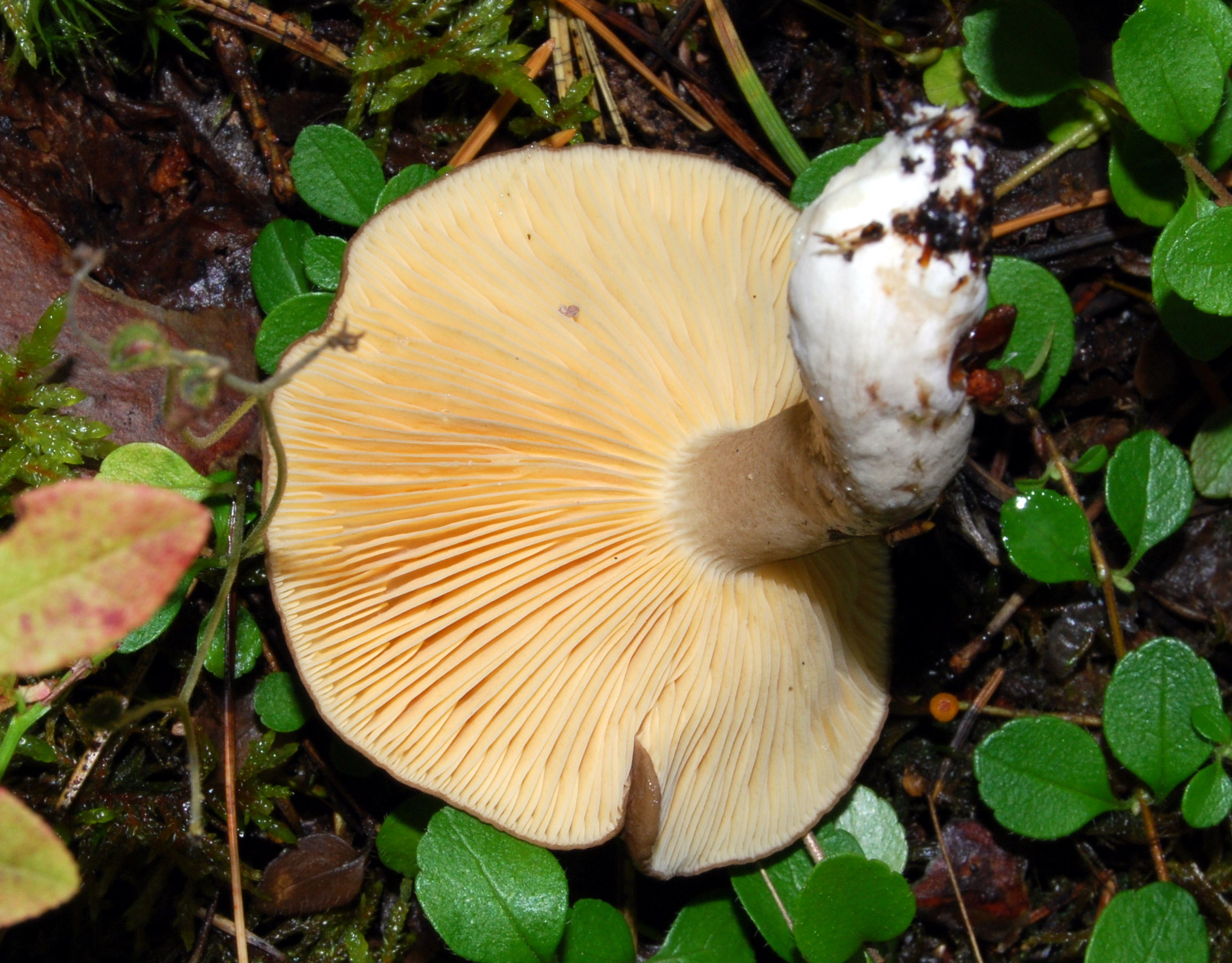
Revers de la lleterola fosca (Lactarius fuliginosus)

## Descripció

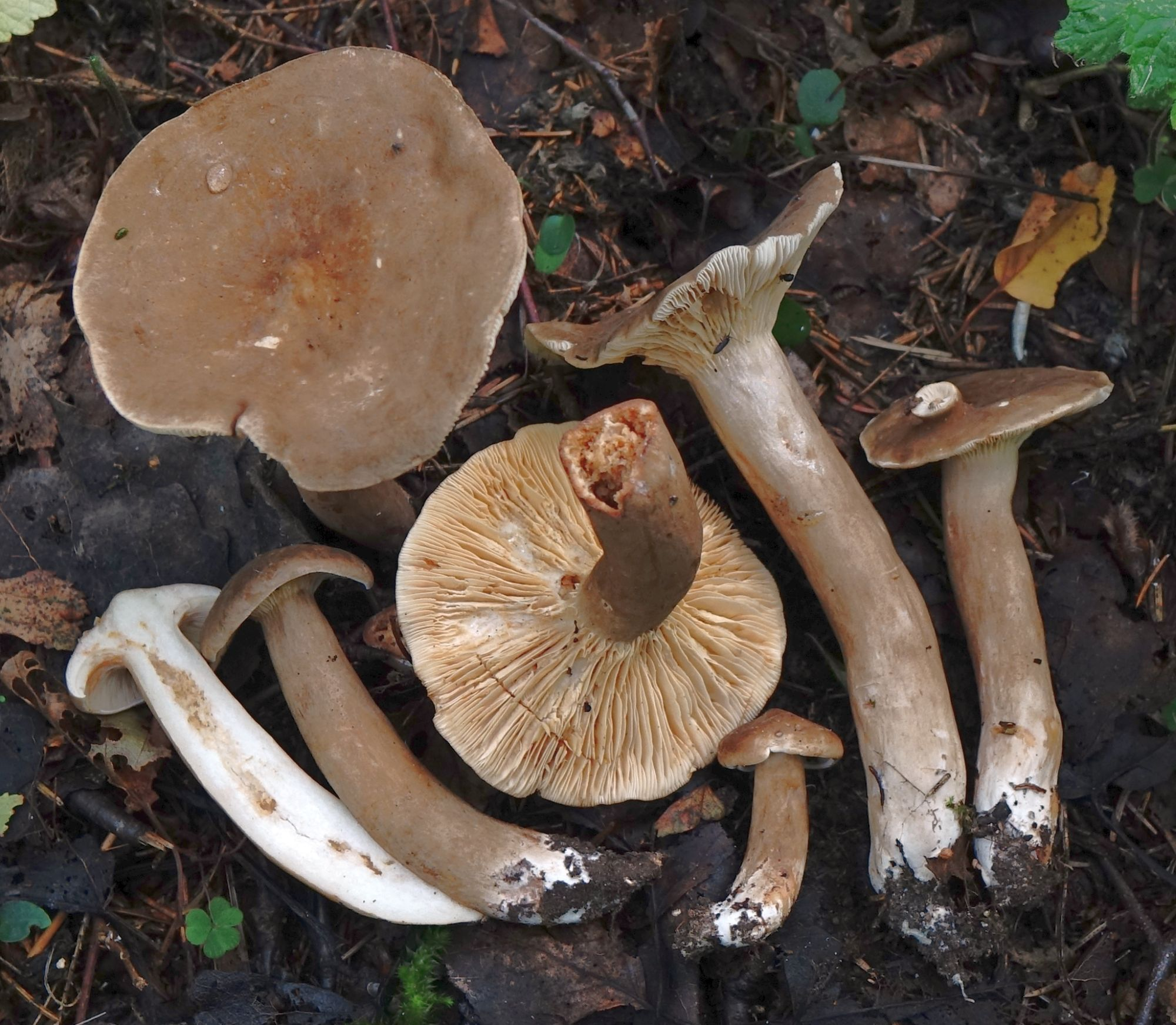
Aspecte general de la lleterola fosca (Lactarius fuliginosus)

### Descripció macroscòpica
Bolet de mida mitjana, de 3-10 cm de diàmetre, lleugerament deprimit, pot presentar un umbó central.
Barret no zonat, més fosc en el centre; de color variable però homogeni, uniforme, de bru fuliginós pàl·lid a bru grisenc, però mantenit sempre tonalitats clares.
Marge regular, llis, mai solcat.
Superfície una mica vellutada, seca.
Làmines mitjanament denses, cremoses de jove, ben aviat crema ocràcies amb tons rosàcis; bru vermelloses al frec o en les ferides
Cama llisa, no vellutada; del color del barret o més pàl·lida; amb la longitud igual o superior al diàmetre del barret
Carn blanca, esdevé rosàcia un cop tallada; acre al tast;  làtex abundant, blanc, que esdevé rosa-fúcsia en minuts, immutablem al separar-lo de la carn, picant

## Hàbitat
Des de l’estiu a la tardor; en tota mena de sòls; només de localitats montanes; vora planifolis, roures o faigs, o en boscos mixtes de planifolis i coníferes, però establint micorrizes amb planifolis.

## Distribució geogràfica
Ocasional, probablement menys freqüent de l’assenyalat per confusió amb altres espècies properes. S'ha citat de Catalunya, Menorca., i País Valencià.

## Espècies semblants
La lleterola clapada de roure (Lactarius azonites) es reconeix per la cama blanquinosa, el barret clapat, les làmines irregulars i, que en envellir, solen ser anastomosades; la carn es torna ràpidament rosada. La lleterola fosca (Lactarius fuliginosus) té la cama grisa i el barret fosc.
Si la lleterola fosca creix en un bosc de coníferes, també es pot confondre amb la lleterola mascarda de pícea ( Lactarius picinus ), els cossos fructífers de la qual són, però, de color sèpia a gairebé bru negrós fosc. De fet, els exemplars de L. picinus són sempre més foscos que els de L. fuliginosus, probablement també pel fet que la majoria d'identificacions de camp es basen en aquestes possibles diferències. Les anàlisis moleculars indiquen que existeixen alguns exemplars de lleterola mascarda de pícea que són clars i altres de lleterola fosca que són gairebé negres. Microscòpicament no hi ha diferències. Per tant, els exemplars de boscos de pícees sense anàlisis moleculars cal tractar-los com a de identificació dubtosa.

No sempre són fàcils de distingir les espècies de la secció Plinthogali (caps de llet de corall), a la qual pertany el casquet de sutge. Especialment el casquet de llet fumada ( Lactarius azonites ) , que està a prop i es troba en llocs comparables, té un aspecte molt similar. No obstant això, aquest té un casquet irregularment doblegat, més gruixut i normalment més clar i una tija que és de color significativament més clar que el casquet i de vegades fins i tot és completament blanc. A més, les seves brànquies sovint estan connectades transversalment i la carn s'enrogiix més ràpidament.
Són properes la lleterola clapada llenegosa (Lactarius acris), de fagedes, però és la única de barret també pàl·lid però llenegós i que la llet esdevé rosa amb rapidesa tot i aïllar-la de la carn. En fagedes també podem trobar la lleterola clapada de fageda (Lactarius pterosporus), lleterola rossa de fageda (Lactarius ruginosus) i lleterola mascarda (Lactarius romagnesii). Es tracta de lleteroles de llet rosada que tenen les crestes esporals molt marcades, molt més altes que les de la lleterola clapada de roure o la lleterola fosca.
En boscos de coníferes, en especial de pícees, podem trobar la lleterola mascarda de mugró (Lactarius lignyotus) i la lleterola mascarda de pícea (Lactarius picinus). Ambdós tenen la cama fosca, també la lleterola mascarda.
També és molt semblant el casquet de faig marró fosc ( Lactarius romagnesii ), que és considerat sinònim per molts autors. Les dues espècies es troben en llocs comparables i només es poden distingir de manera fiable mitjançant un microscopi. En el casquet de llet sutge, l'ornament d'espores fa com a màxim 1,5 µm d'alçada, mentre que en el casquet de faig de color marró fosc pot arribar als 2,5 µm d'alçada. La pell del casquet d'ambdós bolets també té una estructura diferent. A la natura, el casquet de faig de color marró fosc es pot reconèixer pel fet que la seva llet forma fils de goma quan es toca.

## Usos

### Gastronomia
No comestible